# Natação nos Jogos Pan-Americanos de 2019 - 100 m livre masculino
As competições dos 100 metros livre masculino da natação nos Jogos Pan-Americanos de 2019 foram realizadas em 8 de agosto no Centro Aquático Nacional, em Lima, no Peru. 

## Calendário
Horário local (UTC-5).
| Data        | Horário | Fase          |
| ----------- | ------- | ------------- |
| 8 de agosto | 11:08   | Eliminatórias |
| 8 de agosto | 20:38   | Final B       |
| 8 de agosto | 20:38   | Final A       |

## Medalhistas
| Ouro   | BRA Marcelo Chierighini |
| Prata  | USA Nathan Adrian       |
| Bronze | USA Michael Chadwick    |

## Recordes
Antes desta competição, os recordes mundiais e pan-americanos da prova eram os seguintes:
| Tipo                             | Atleta                | Tempo | Local       | Data                  |
| -------------------------------- | --------------------- | ----- | ----------- | --------------------- |
|                                  | BRA César Cielo Filho | 46s91 | Roma        | 30 de julho de 2009   |
| Recorde dos Jogos Pan-Americanos | BRA César Cielo Filho | 47s84 | Guadalajara | 16 de outubro de 2011 |

## Resultados

### Eliminatórias
A eliminatória foi realizada em 8 de agosto. 
| Pos. | Bateria | Raia | Nadador                | Nacionalidade                | Tempo | Notas |
| ---- | ------- | ---- | ---------------------- | ---------------------------- | ----- | ----- |
| 1    | 2       | 4    | Michael Chadwick       | USA Estados Unidos           | 48.94 | QA    |
| 2    | 3       | 4    | Marcelo Chierighini    | BRA Brasil                   | 49.02 | QA    |
| 3    | 3       | 5    | Mikel Schreuders       | ARU Aruba                    | 49.08 | QA,   |
| 4    | 3       | 6    | Cristian Quintero      | VEN Venezuela                | 49.15 | QA    |
| 5    | 2       | 3    | Breno Correia          | BRA Brasil                   | 49.24 | QA    |
| 6    | 4       | 4    | Nathan Adrian          | USA Estados Unidos           | 49.54 | QA    |
| 7    | 3       | 1    | Brett Fraser           | CAY Ilhas Cayman             | 49.68 | QA    |
| 8    | 3       | 3    | Long Gutiérrez         | MEX México                   | 49.73 | DES   |
| 8    | 2       | 5    | Renzo Tjon-A-Joe       | SUR Suriname                 | 49.73 | DES   |
| 8    | 2       | 6    | Guido Buscaglia        | ARG Argentina                | 49.73 | DES   |
| 11   | 4       | 6    | Alberto Mestre Vivas   | VEN Venezuela                | 49.74 | QB    |
| 12   | 4       | 5    | Jorge Iga              | MEX México                   | 49.87 | QB    |
| 13   | 4       | 3    | Federico Grabich       | ARG Argentina                | 49.88 | WD    |
| 14   | 4       | 2    | Ben Hockin             | PAR Paraguai                 | 50.28 | QB    |
| 15   | 4       | 8    | Jared Fitzgerald       | BAH Bahamas                  | 51.16 | QB    |
| 16   | 4       | 7    | Isaac Beitía           | PAN Panamá                   | 51.18 | QB    |
| 17   | 3       | 7    | Gabriel Araya          | CHI Chile                    | 51.45 | QB    |
| 18   | 2       | 7    | Jean-Luc Zephir        | LCA Santa Lúcia              | 51.77 | QB    |
| 19   | 2       | 1    | Miguel Mena            | NCA Nicarágua                | 52.07 |       |
| 20   | 2       | 8    | Sebastian Arispe Silva | PER Peru                     | 52.10 |       |
| 21   | 3       | 2    | Esnaider Reales        | COL Colômbia                 | 52.19 |       |
| 22   | 1       | 4    | Marco Flores           | HON Honduras                 | 52.21 |       |
| 23   | 4       | 1    | Jesse Washington       | BER Bermudas                 | 52.22 |       |
| 24   | 3       | 8    | Ricardo Espinosa       | PER Peru                     | 52.29 |       |
| 25   | 2       | 2    | Alex Sobers            | BAR Barbados                 | 52.45 |       |
| 26   | 1       | 5    | Delron Felix           | GRN Granada                  | 53.46 |       |
| 27   | 1       | 3    | Lleyton Martin         | ANT Antígua e Barbuda        | 55.45 |       |
| 28   | 1       | 2    | Daniel Scott           | GUY Guiana                   | 56.94 |       |
| 29   | 1       | 6    | Cruz Halbich           | VIN São Vicente e Granadinas | 57.61 |       |

### Desempate
Um desempate foi realizado para definição de posições. 
| Pos. | Raia | Nadador          | Nacionalidade | Tempo | Notas |
| ---- | ---- | ---------------- | ------------- | ----- | ----- |
| 8    | 3    | Long Gutiérrez   | MEX México    | 49.69 | QA    |
| 9    | 4    | Renzo Tjon-A-Joe | SUR Suriname  | 50.15 | WD    |
| 10   | 5    | Guido Buscaglia  | ARG Argentina | 50.19 | QB    |

### Final B
A final B foi realizada em 8 de agosto. 
| Pos. | Raia | Nadador              | Nacionalidade   | Tempo | Notas            |
| ---- | ---- | -------------------- | --------------- | ----- | ---------------- |
| 9    | 6    | Ben Hockin           | PAR Paraguai    | 49.89 |                  |
| 10   | 3    | Jorge Iga            | MEX México      | 50.00 |                  |
| 11   | 5    | Alberto Mestre Vivas | VEN Venezuela   | 50.08 |                  |
| 12   | 4    | Guido Buscaglia      | ARG Argentina   | 50.15 |                  |
| 13   | 2    | Jared Fitzgerald     | BAH Bahamas     | 50.81 | Recorde nacional |
| 14   | 1    | Gabriel Araya        | CHI Chile       | 51.25 |                  |
| 15   | 8    | Jean-Luc Zephir      | LCA Santa Lúcia | 51.94 |                  |
| 16   | 7    | Isaac Beitía         | PAN Panamá      | 52.03 |                  |

### Final A
A final A foi realizada em 8 de agosto. 
| Pos.              | Raia | Nadador             | Nacionalidade      | Tempo | Notas            |
| ----------------- | ---- | ------------------- | ------------------ | ----- | ---------------- |
| Medalha de ouro   | 5    | Marcelo Chierighini | BRA Brasil         | 48.09 |                  |
| Medalha de prata  | 7    | Nathan Adrian       | USA Estados Unidos | 48.17 |                  |
| Medalha de bronze | 4    | Michael Chadwick    | USA Estados Unidos | 48.88 |                  |
| 4                 | 6    | Cristian Quintero   | VEN Venezuela      | 48.94 | Recorde nacional |
| 5                 | 2    | Breno Correia       | BRA Brasil         | 49.14 |                  |
| 6                 | 3    | Mikel Schreuders    | ARU Aruba          | 49.21 |                  |
| 7                 | 8    | Long Gutiérrez      | MEX México         | 49.84 |                  |
| 8                 | 1    | Brett Fraser        | CAY Ilhas Cayman   | 49.97 |                  |

Legenda
| Recorde mundial                  | Recorde mundial (World record)               |                       | Recorde africano                      | Recorde africano (African) |                                           | Q | Classificado por posição (Qualified) |
| Recorde dos Jogos Pan-Americanos | Recorde pan-americano (Pan-American record)  | Recorde da América    | Recorde da América (Americas)         | q                          | Classificado por melhor tempo (Qualified) |   |                                      |
| Melhor marca do ano              | Melhor marca do ano (World leading)          | Recorde asiático      | Recorde asiático (Asian)              | DNS                        | Não largou (Did not start)                |   |                                      |
| Recorde nacional                 | Recorde nacional (National record)           | Recorde europeu       | Recorde europeu (European)            | DNF                        | Não terminou (Did not finish)             |   |                                      |
| Recorde pessoal                  | Recorde pessoal do atleta (Personal best)    | Recorde da Oceania    | Recorde da Oceania (Oceania)          | DSQ / DQ                   | Desclassificado (Disqualified)            |   |                                      |
| Recorde da temporada             | Recorde da temporada do atleta (Season best) | Recorde sul-americano | Recorde sul-americano (South America) | NM                         | Sem marca (No mark)                       |   |                                      |